# Saad Esporte Clube
Maillots
Le Saad Esporte Clube est un club brésilien de football féminin basé à São Caetano do Sul.

## Histoire
Le 28 avril 1961 est fondé le Saad Esporte Clube par l'homme d'affaires Felício José Saad. Le club supplante ainsi un ancien club, le São Bento, disparu la décennie précédente.
En 1985, le club ouvre une section féminine, et quatre ans plus tard, en 1989, la section masculine est dissoute.
En 1996, le Saad EC remporte le Championnat du Brésil de football féminin, organisé par la Fédération du Brésil de football
En 2007, sous le nom de Mato Grosso do Sul/Saad, le club remporte la Coupe du Brésil de football féminin.

## Palmarès
- Coupe du Brésil de football féminin (1) : 
  - Vainqueur : 2007
- Championnat du Brésil de football féminin (1) : 
  - Vainqueur : 1996
- Circuit du Brésil de football féminin (1) : 
  - Vainqueur : 2003
- Trophée du Brésil (1) : 
  - Vainqueur : 1989